# Brant-Nord
Pour les articles homonymes, voir Brant.
Circonscription électorale fédérale du Canada
Brant-Nord ((en) Brant North) est une circonscription électorale fédérale de l'Ontario, représentée de 1867 à 1893.
C'est l'Acte de l'Amérique du Nord britannique de 1867 qui divise le comté de Brant en deux districts électoraux, Brant-Nord et Brant-Sud. Abolie en 1892, la circonscription est incorporée à Wentworth-Nord et Brant.

## Géographie
En 1882, la circonscription de Brant-Nord comprenait :
- Les cantons d'Ancaster, Blenheim, East Brantford et South Dumfries.

## Députés
| Législature                         | Années    | Député           | Député          | Parti                |
| ----------------------------------- | --------- | ---------------- | --------------- | -------------------- |
| Brant-Nord                          |           |                  |                 |                      |
| 1re                                 | 1867–1872 |                  | John Young Bown | Libéral-conservateur |
| 2e                                  | 1872–1874 |                  | Gavin Fleming   | Libéral              |
| 3e                                  | 1874–1878 |                  | Gavin Fleming   | Libéral              |
| 4e                                  | 1878–1882 |                  | Gavin Fleming   | Libéral              |
| 5e                                  | 1882–1887 | James Somerville |                 | Libéral              |
| 6e                                  | 1887–1891 | James Somerville |                 | Libéral              |
| 7e                                  | 1891–1896 | James Somerville |                 | Libéral              |
| Fusionnée à Wentworth-Nord et Brant |           |                  |                 |                      |